# Берта Кентска
Берта Кентска е франкска принцеса и кралица на Кент.

## Живот
Родена е около 565 година в семейството на Хариберт I, крал на Париж от династията на Меровингите, и съпругата му Ингоберга.
През 580 година е омъжена за бъдещия крал на Кент Етелберт, който е езичник, но с правото да практикува християнската си религия. Положението ѝ в Кент дава възможност за мисията на Августин Кентърбърийски през 597 година, с която започва покръстването на англо-саксонците и създаването на Църквата на Англия.
Берта Кентска умира около 612 година в Кентърбъри. Канонизирана е за светица, като църквата отбелязва паметта ѝ на 1 май.